# Старий Вісьнич
Старий Вісьнич (пол. Stary Wiśnicz) — село в Польщі, у гміні Новий Вісьнич Бохенського повіту Малопольського воєводства.
Населення — 2197 осіб (2011).
У 1975-1998 роках село належало до Тарновського воєводства.

## Демографія
Демографічна структура станом на 31 березня 2011 року:
|          | Загалом | Допрацездатний вік | Працездатний вік | Постпрацездатний вік |
| -------- | ------- | ------------------ | ---------------- | -------------------- |
| Чоловіки | 1111    | 309                | 718              | 84                   |
| Жінки    | 1086    | 274                | 641              | 171                  |
| Разом    | 2197    | 583                | 1359             | 255                  |